# Plateelbakkerij Delft

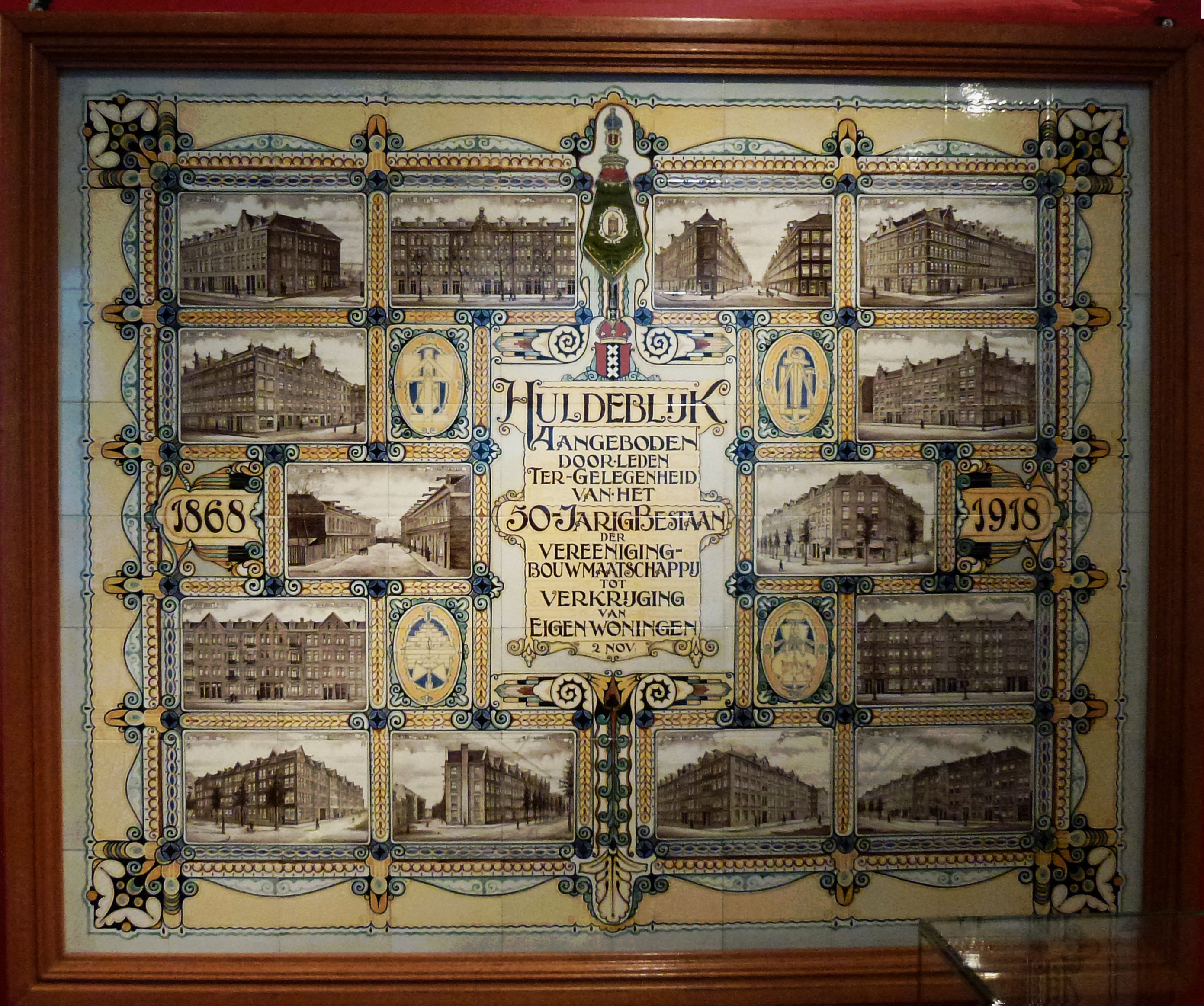
Tegeltableau Vereeniging Bouw maatschappij tot Verkrijging van Eigen Woningen (Woonstichting de Key), PB Delft, Hilversum uit 1918

N.V. Plateelbakkerij Delft (PBD) (1897 - 1928) was een aardewerkfabriek in Amsterdam die in 1902 naar Hilversum is verhuisd.
Doel was het vervaardigen van Delfts en ander aardewerk.
Cornelis de Bruin, afkomstig van De Distel en de Dordtsche Kunstpotterij, was artistiek leider.

## Hilversumsche Plateelbakkerij
In 1928 is de fabriek aan de Laarderweg (thans Larenseweg) overgenomen door een van de oudste werknemer N.F.L Oosterhoff. De naam van het bedrijf werd gewijzigd in Hilversumsche Plateelbakkerij . Na zijn overlijden in 1945 wordt het bedrijf door twee zonen - N.F.L Oosterhoff Jr en L.J.H Oosterhoff - voortgezet tot 1968.